# 西晋
西晋（266年2月4日－316年12月11日），是中國歷史上繼三國時期曹魏之後的王朝，與後來的東晉合稱晉朝。自晋武帝司马炎於266年2月（乙酉年十二月）改元泰始開始，到316年晉愍帝被俘為止，西晉皇朝共歷三世四帝，時間共51年。西晉皇城洛陽於永嘉之亂期間陷落後，西晉的第四任皇帝晉愍帝被迫遷都到长安。西晉是中国历史魏晋南北朝时期唯一實現短暫統一的王朝，也被批評是「最弱、最亂的大一統皇朝」。由於魏晉以來世族在地方上的影响力不断扩大，地位遠超帝王（如司馬氏篡奪曹魏王朝），長期以來都令中國處於分裂局面。晉武帝時實行占田制、蔭客制，更是加剧世族的权力扩张。當晉武帝死后，西晉陷入混亂，皇族失勢，賈皇后更操控了即位的惠帝，假傳聖旨，引起諸侯王不滿，发生八王之亂導致西晉衰敗，讓外族有機可乘而引起五胡亂華，西晉皇朝失去了維繫統一的重心，中國再一次陷入分裂。
晋室司马家本为曹魏世族。公元249年，司马懿在高平陵之变铲除曹氏权臣曹爽及党羽后，司马氏既实际掌握了曹魏政权。公元263年在司马昭实际控制下曹魏出兵攻灭蜀汉，公元266年2月（乙酉年十二月），司马昭之子司马炎代魏称帝，改国号曰“晋”，定都洛阳，是为晋武帝，西晋正式建立，公元280年，晋武帝出兵灭孙吴，三国统一，因国家统一战火平息，西晋统一之初出现了短暂的繁荣时期，被称为“太康之治”，公元290年，晋武帝去世，晋惠帝司马衷继位，司马衷“不慧”，至皇后贾南风专政，賈南風之後毒殺太子司馬遹，導致八王之乱爆发，晋惠帝被毒杀後，由其弟晋怀帝司马炽继位，八王之乱致西晋国力大损，各游牧民族纷纷起兵入侵，并建立政权，引发五胡乱华，公元311年汉赵皇帝刘聪攻入洛阳，晋怀帝被掳后被杀，晋愍帝司马邺在长安继位，不久长安亦被汉赵攻陷，西晋亡。
东汉以来，大量游牧民族因各种方式被遷入，到西晉時關中和凉州一帶的外族已佔當地人口一半。這些外族本身被世族收作奴婢如五胡十六國時君主之一的石勒既為例子。
西晉時期以仿铸青銅器高溫燒製的青瓷聞名。西晉墓穴中除了青瓷，還發現有墓穴模型、銅鏡等。

## 歷史

### 三国归晋
西晉的開國君主司馬炎出身於一個名為河内司馬氏的士族，祖父司馬懿歷任三國時曹魏的大将军、太尉、太傅，其伯父司马师官至大将军，其父親司馬昭官至晉王。
公元249年，司马懿发动高平陵之变，铲除曹魏宗室权臣曹爽，夺取曹魏实权，曹氏被彻底架空，曹魏实际由司马家专政，在西晉建立前的263年，司馬昭派兵滅蜀漢及平定了随后的钟会之乱。乙酉年冬十二月丙寅（266年2月8日），司馬炎代魏稱帝，改國號為「晉」。西晉期間，發生了西陵之戰，於279年底發動滅吳之戰，280年滅孫吳，結束了三國鼎立的分裂局面，重新統一中國。東北到西域各族小國也稱臣歸附。

### 朝政腐化
西晋灭吴后统一了中国，结束了中国至汉末以来的战乱局面，社会生产秩序得以恢复，加上晋武帝司马炎统治前期，也就是太康年间，他还能励精图治，推出政治措施改革土地制度鼓励农业生产，下令兴修水利，加上战火停息，人口开始恢复增长，西晋太康年间出现了短暂的繁荣时期，被称为“太康之治”，但很快腐败奢靡的风气成为西晋的社会主流，更是出现了官僚贵族之间相互斗富，以及西晋荆州刺史石崇靠拦路抢劫商旅发家致富的恶劣事件。
在政治上晉武帝為巩固司马氏的统治便分封各宗室成員為王，以期在地方上拱衛中央皇權，却造成地方宗室诸王拥兵自重。同時为笼络世家大族的支持，又頒布蔭客制、「佔田令」，不断提高世家贵族的特權待遇，致世家貴族的权力及影响力越来越大，门阀政治愈演愈烈。

### 八王之乱
太熙元年（290年），晋武帝病卒，太子司马衷嗣位，是为晋惠帝。惠帝本人并无治理国家之才能。之前很多大臣鉴于太子“不慧”而希望武帝传位于其弟、素有贤能之名的齐王攸。武帝也一度考虑废黜太子，但在皇后和一些宠臣的劝阻下改变了主意，并勒令齐王攸离京前往封国，攸发愤病卒。惠帝终于即位。
动乱的前期表现为宫廷政变。晋武帝临终，命其岳父杨骏辅政。惠帝皇后贾南风夙有干政野心，与宗室楚王玮合谋，于元康元年（291年）发动政变杀杨骏及其家属亲党，以辈份较高的宗室汝南王亮辅政。不久，贾后唆使楚王玮杀亮，然后又以专杀之罪杀玮，这样大权就落到了贾后手中。此后数年，尽管地方上连续出现流民及内迁诸民族的暴动，朝廷尚相对稳定。元康九年（299年），贾后废黜惠帝后宫所生的太子司马遹，并于次年将他杀害，此举使西晋统治集团的内部冲突大为激化。统领禁军的赵王司马伦发动政变，杀死贾后，再杀被议立为皇太弟的淮南王司马允，废黜惠帝，自即帝位。赵王伦的篡位引起了宗室诸王的普遍反对，政变开始演变为内战。在外任都督的齐王冏（时镇许昌）、成都王颖（时镇邺，今河北临漳西南）、河间王颙（时镇关中）起兵讨伐赵王伦，随后司马伦被杀，拥惠帝复位，随后三王又互相厮杀，长沙王乂、东海王越也卷入了战争。
诸王各引效忠于自己的地方官乃至内迁的民族参战使北方社会陷入严重的动荡和混乱。自惠帝即位至此卷入政变和内战的主要有汝南、楚、赵、齐、成都、河间、长沙和东海八位宗王，故史称“八王之乱”。至光熙元年（306年），前七王除只保有长安的司马颙外皆已败死，东海王司马越最终控制了朝政，毒死惠帝，立司马炽为帝是为晋怀帝。怀帝召司马颙入朝为司徒，司马颙在途中被杀。八王之乱遂结束。但这段时间，南匈奴和氐族流民已经分别建立了汉赵、成国两个政权，西晋的统一局面已被打破。

### 永嘉之乱
西晋晋怀帝时期漢族北部地区大规模战争不断，内徙的周边外族相继建立君主制政权，强大起来威胁到西晋政权。公元311年西晋当时实际掌权者司马越领兵讨伐在江汉一带劫掠的汉赵军阀石勒，途中司马越病逝，王衍率军想护送其遗体回司马越封国东海安葬。西晋大军行至苦县（今河南鹿邑县）时，遭石勒伏击，西晋大军全军覆灭，宁平城之战致西晋主力全灭，西晋再无力对抗汉赵等割据政权。同年汉赵大军攻陷西晋首都洛阳，杀害西晋太子及官员百姓数万余人，晋怀帝被俘虏带走，不久被杀，史称“永嘉之乱”。永嘉七年（313年）晋怀帝被弑，司马邺得到消息后于长安即帝位，并改元建兴，是为晋愍帝，建兴四年（316年）汉赵出兵进攻长安，晋愍帝投降，不久被杀，西晋灭亡，公元317年在江东的晋室宗亲司马睿自立称帝，改元建武，定都建康，后史称之东晋，晋建武年间，因北方战乱不断中原汉族臣民纷纷南渡避祸，史称衣冠南渡。

## 政治
西晋的政治被世族大家所主导，是为门阀政治，地方大家族在经济和政治上拥有巨大的特权，可以世代为官，世族完全垄断了西晋的官员选拔，官员的级别官位大小完全由出身决定，俗称“上品无寒门、下品无世族”。

## 经济
西晋时期的经济基础依旧是庄园经济，西晋统一全国后因战乱平息社会生产秩序恢复，经济出现了短暂的繁荣和人口增长。晋武帝废除屯田制实施占田制，规定王公贵族官员平民依据身份地位占据多少田地，客观上占田制与屯田制相比，一定程度上减轻了农民的负担，推动了农业的复兴，也让世家贵族们的经济特权得到法律保护。

## 文化

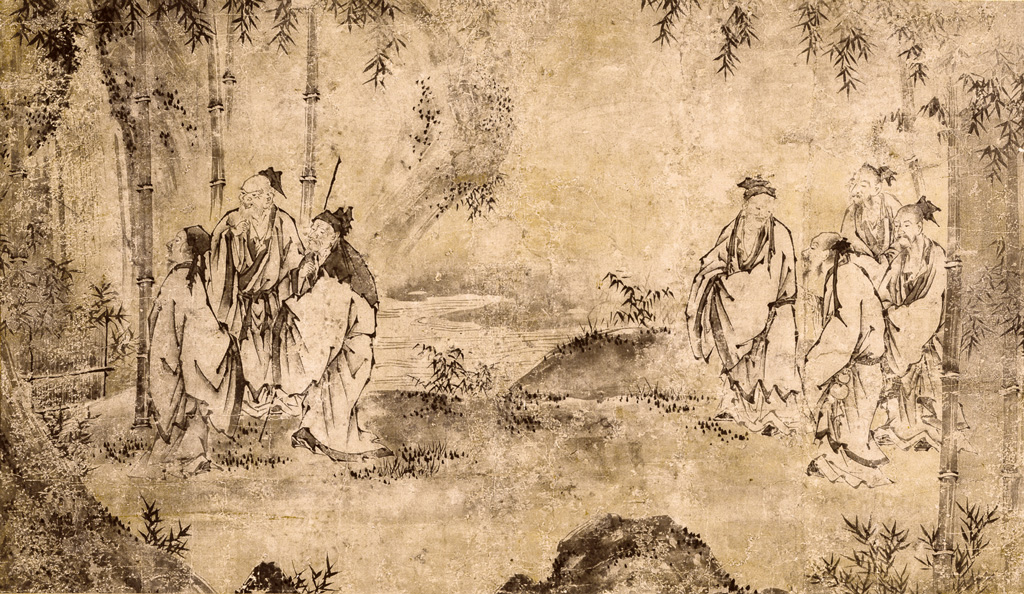
竹林七贤

西晋时期儒家的经学已经衰落，玄学成为当时的学术主流。魏晋司马家掌权时期，多次发生政变和叛乱（高平陵之变，淮南三叛），政局动荡，加上司马家采取高压统治，其中“竹林七贤”之一、西晋著名文学家嵇康，就因不服从司马家的专权而被处死，动荡的社会环境推动了玄学的兴起，也造就了西晋时期的名士之间流行酗酒，清谈和服食五石散。

## 军事
西晋的军事基本与曹魏相同，都采用世兵制，就是军户世代为兵，西晋的军队分为地方军和中央军，中央军既中军，中军直属西晋朝廷，驻扎京师，地方军又分为地方都督统领外军和州郡地方政府统领的州郡兵，州郡兵由地方政府支配，西晋朝廷虽有意裁撤，但并未成功，而外军由皇帝任免都督统领，负责地方防务，而西晋王室为压制强大的地方世族，都督都由王族宗室特别是地方藩王担任，结果导致这些地方宗室既握有兵权，又有封国食邑作为财政来源，实与军阀无异，是导致八王之乱的重要原因。

## 疆域

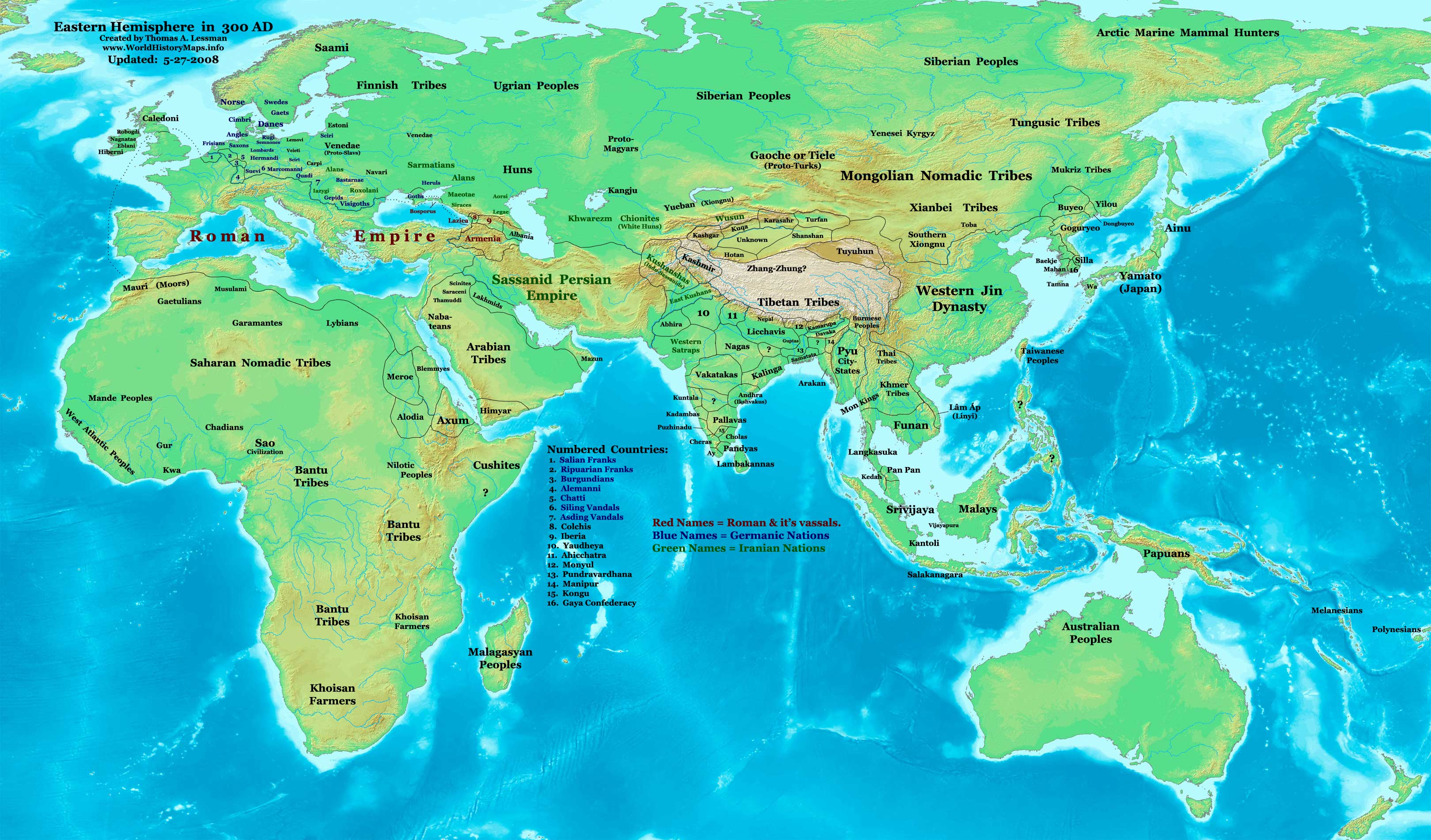
在歐亞大陸上的西晋帝國、羅馬帝國和薩珊波斯帝國

西晋是通过政变推翻曹魏政权建立的故完全继承了曹魏灭蜀汉后的领土，统一后再兼并了孙吴的领土。疆域最北部占有现在的山西、河北及部分辽宁，东部至东海；南达今越南北部西至甘肃、云南。面积大约有543万平方公里。

## 封爵大臣
皇族:
- 司馬伷：琅琊王
- 司馬倫：趙王
- 司馬攸：齊王
- 司馬亮：汝南王
- 司馬瑋：楚王

大臣:
- 郡公
  - 賈充：魯公
  - 陳騫：高平公
  - 王渾：京陵公
- 縣公
  - 何曾：朗陵公
  - 王祥：睢陵公
  - 鄭沖：壽光公
  - 劉禪：安樂公
- 郡侯
  - 荀勖：济北侯
  - 苟晞：东平侯
- 縣侯
  - 羊祜：鉅平侯
  - 杜預：當陽侯
  - 王戎：安豐侯
  - 楊駿：臨晉侯
  - 衛瓘：菑陽侯
  - 胡奮：陽夏侯
  - 馬隆：奉高侯

## 重要人物
- 司馬炎
- 賈充
- 羊祜
- 司馬攸
- 司馬衷
- 司馬駿
- 張華
- 杜預
- 王濬
- 唐彬
- 裴秀
- 王戎
- 王祥
- 王覽
- 鄭沖
- 何曾
- 陳騫
- 馬隆
- 楊駿
- 司馬倫
- 司馬越
- 司馬亮
- 文立
- 何攀
- 江統
- 段灼
- 衛瓘
- 王渾
- 胡奮
- 胡烈
- 山濤
- 劉琨
- 祖逖
- 李特
- 何攀

## 帝王世系
| 肖像                      | 庙号                        | 谥号                    | 名讳                                           | 在世时间     | 在位时间     | 年号         | 年号使用时间 | 陵寝   |
| ------------------------- | --------------------------- | ----------------------- | ---------------------------------------------- | ------------ | ------------ | ------------ | ------------ | ------ |
|                           | －                          | 舞阳文侯 （魏帝谥）     | 司马懿                                         | 179年－251年 | －           | －           | －           | 高原陵 |
| 舞阳宣文侯 （魏帝改谥）   | －                          |                         | 司马懿                                         | 179年－251年 | －           | －           | －           | 高原陵 |
| －                        | 晋宣王 （魏元帝曹奂追谥）   |                         | 司马懿                                         | 179年－251年 | －           | －           | －           | 高原陵 |
| 高祖 （晋武帝司馬炎追尊） | 宣皇帝 （晋武帝司馬炎追谥） |                         | 司马懿                                         | 179年－251年 | －           | －           | －           | 高原陵 |
|                           | －                          | 舞陽武侯 （魏帝谥）     | 司馬師                                         | 208年－255年 | －           | －           | －           | 峻平陵 |
| 舞陽忠武侯 （魏帝改谥）   | －                          |                         | 司馬師                                         | 208年－255年 | －           | －           | －           | 峻平陵 |
| －                        | 晋景王 （魏元帝曹奂追谥）   |                         | 司馬師                                         | 208年－255年 | －           | －           | －           | 峻平陵 |
| 世宗 （晋武帝司馬炎追尊） | 景皇帝 （晋武帝司馬炎追谥） |                         | 司馬師                                         | 208年－255年 | －           | －           | －           | 峻平陵 |
|                           | －                          | 晋文王 （魏元帝曹奂谥） | 司馬昭                                         | 211年－265年 | －           | －           | －           | 崇阳陵 |
| 太祖 （晋武帝司馬炎追尊） | 文皇帝 （晋武帝司馬炎追谥） |                         | 司馬昭                                         | 211年－265年 | －           | －           | －           | 崇阳陵 |
|                           | 世祖                        | 武皇帝                  | 司馬炎                                         | 236年－290年 | 266年－290年 | 泰始         | 266年－274年 | 峻陽陵 |
| 咸宁                      | 世祖                        | 武皇帝                  | 司馬炎                                         | 236年－290年 | 266年－290年 | 275年－280年 |              | 峻陽陵 |
| 太康                      | 世祖                        | 武皇帝                  | 司馬炎                                         | 236年－290年 | 266年－290年 | 280年－289年 |              | 峻陽陵 |
| 太熙                      | 世祖                        | 武皇帝                  | 司馬炎                                         | 236年－290年 | 266年－290年 | 290年        |              | 峻陽陵 |
|                           | －                          | 孝惠皇帝                | 司马衷                                         | 259年－307年 | 290年－301年 | 永平         | 291年        | 太陽陵 |
| 元康                      | －                          | 孝惠皇帝                | 司马衷                                         | 259年－307年 | 290年－301年 | 291年－299年 |              | 太陽陵 |
| 永康                      | －                          | 孝惠皇帝                | 司马衷                                         | 259年－307年 | 290年－301年 | 300年－301年 |              | 太陽陵 |
| －                        | －                          | [ 19 ]                  | 司馬倫 （301年，趙王司馬倫廢司馬衷，自立為帝） | 249年－301年 | 301年        | 建始         | 301年        | －     |
|                           | －                          | 孝惠皇帝                | 司马衷                                         | 259年－307年 | 301年－307年 | 永寧         | 301年－302年 | 太陽陵 |
| 太安                      | －                          | 孝惠皇帝                | 司马衷                                         | 259年－307年 | 301年－307年 | 302年－303年 |              | 太陽陵 |
| 永安                      | －                          | 孝惠皇帝                | 司马衷                                         | 259年－307年 | 301年－307年 | 304年        |              | 太陽陵 |
| 建武                      | －                          | 孝惠皇帝                | 司马衷                                         | 259年－307年 | 301年－307年 | 304年        |              | 太陽陵 |
| 永興                      | －                          | 孝惠皇帝                | 司马衷                                         | 259年－307年 | 301年－307年 | 304年－306年 |              | 太陽陵 |
| 光熙                      | －                          | 孝惠皇帝                | 司马衷                                         | 259年－307年 | 301年－307年 | 306年        |              | 太陽陵 |
|                           | －                          | 孝懷皇帝                | 司馬炽 （漢趙昭武帝劉聰降封會稽公，後被殺）    | 284年－313年 | 307年－313年 | 永嘉         | 307年－313年 | －     |
|                           | －                          | 孝愍皇帝                | 司馬鄴 （漢趙昭武帝劉聰降封懷安侯，後被殺）    | 300年－318年 | 313年－316年 | 建兴         | 313年－317年 | －     |

## 註解
1. ↑  结合《三国志》、《晋书》、《資治通鑒》等记载之推论，司马师本封長平鄉侯，后袭封司马懿之舞陽侯，故后魏朝谥忠武，其谥号全称应为舞陽忠武侯。
  - 《晋书·卷二 帝紀第二》載：“以功封長平鄉侯……谥曰忠武”
－－司马师本封长平乡侯，谥忠武。
  - 《晋书·卷二 帝纪第二 文帝》載：“（咸熙元年）夏五月癸未，天子追加舞陽宣文侯為晉宣王，舞陽忠武侯為晉景王”
《三国志·卷四 魏书 三少帝纪 陳留王曹奐》載：“（咸熙元年夏五月）癸未，追命舞阳宣文侯为晋宣王，舞阳忠武侯为晋景王。”
《資治通鑑·卷七十六 魏紀八》載：“舞陽忠武侯司馬師疾篤，還許昌，留中郎將參軍事賈充監諸軍事”
－－明确司马师谥号为“舞陽忠武侯”，乃冠谥于“舞阳侯”爵。
  - 《晉書·卷三十八 列傳第八 齊王攸》載“及景帝崩，攸年十歲，哀動左右，大見稱歎。襲封舞陽侯。
－－司马师继子司马攸袭封舞陽侯，如此则司马师应在司马懿故后亦袭封舞陽侯。

## 延伸閱讀
- 辻正博：〈西晋的诸王封建与出镇 （页面存档备份，存于）〉.

| 中国朝代和政权 | 中国朝代和政权 | 中国朝代和政权 |
| -------------- | -------------- | -------------- |

| 前朝： 三国 魏、汉、吴 | 晋朝 · 西晋 266年2月4日－316年12月11日 266年2月4日晋武帝司马炎篡魏 280年5月1日灭吴，统一全国 291年3月-306年5月，八王之乱 310年-311年，永嘉之乱 | 后朝： 北方 · 五胡十六国 南方 · 晋朝 · 东晋 |